# 6956 Holbach
A 6956 Holbach (ideiglenes jelöléssel 1988 CX3) a Naprendszer kisbolygóövében található aszteroida. Eric Walter Elst fedezte fel 1988. február 13-án.